# Carl Gustafsson (fotbollsspelare)
Carl Gustafsson, född 18 mars 2000, är en svensk fotbollsspelare som spelar för Kalmar FF.

## Klubbkarriär
Carl Gustafssons moderklubb är IFK Berga. När han var 13 år gammal gick han över till grannklubben Kalmar FF. Sommaren 2019 skrev Gustafsson på sitt första a-lagskontrakt med Kalmar FF. Senare samma sommar fick han debutera i allsvenskan, via ett inhopp mot AIK den 18 augusti. Efter debuten hyllades Gustafsson av Kalmar FF-tränaren Magnus Pehrsson som kallade honom för en "diamant" och liknade honom vid en ung Rasmus Elm. Från och med säsongen 2021 blev Gustafsson helt ordinarie på mittfältet i Kalmar FF under Henrik Rydström när han gick från att ha startat 24 seriematcher på två säsonger till att starta 28 matcher på en säsong 2021. Gustafsson fick under 2021 och 2022 mycket beröm för sitt passningsspel och sin löpstyrka. 2022 sprang han mest av alla spelare i Allsvenskan samtidigt som han spelade varje minut av serien. 
I januari 2024 förlängde Gustafsson sitt kontrakt i Kalmar FF med 1,5 år.

## Landslagskarriär
Som 16-åring gjorde Gustafsson sina första landskamper för Sveriges U17-landslag, då han var en del av Future Team-landslaget, där spelare med senare fysisk utveckling får chansen att spela landskamper. Tre år senare gjorde han sina första landskamper för Sveriges U19-landslag då han var med på U20-landslagets samling. Gustafsson togs ut till landslagets januariturné i december 2021 och hyllades i samband med detta av Henrik Rydström som sade att Gustafsson var en hybrid mellan Rasmus Elm och Viktor Elm.  Gustafsson debuterade för Sveriges landslag den 9 januari 2023 i januariturnéns första match mot Finland.

## Spelstil
Carl Gustafsson är känd som en löpstark spelare med en mycket god passningsfot.

## Karriärstatistik
| Kalmar FF          | 2019               | Allsvenskan        | 7  | 0 | 0  | 0 | 7  | 0 |
| Kalmar FF          | 2020               | Allsvenskan        | 17 | 0 | 1  | 0 | 18 | 0 |
| Kalmar FF          | 2021               | Allsvenskan        | 29 | 0 | 3  | 1 | 32 | 1 |
| Kalmar FF          | 2022               | Allsvenskan        | 30 | 1 | 4  | 0 | 34 | 1 |
| Kalmar FF          | 2023               | Allsvenskan        | 4  | 0 | 4  | 0 | 8  | 0 |
| Kalmar FF          | 2024               | Allsvenskan        | 0  | 0 | 0  | 0 | 0  | 0 |
| Totalt             | Totalt             | Totalt             | 87 | 1 | 12 | 1 | 99 | 2 |
| Totalt i karriären | Totalt i karriären | Totalt i karriären | 87 | 1 | 12 | 1 | 99 | 2 |